# 志貴崎村
志貴崎村（しきさきむら）は、かつて愛知県碧海郡にあった村である。
現在の碧南市の一部（志貴崎町・川口町・稲荷町・河方町・前浜町・平七町・霞浦町・中田町・潮見町・江口町・葭生町など）に該当する。

## 歴史
志貴崎村は江戸初中期に開発された新田に由来する。平七新田は、承応年間（1652〜1655年）稲生平七郎が開発を志し、1657年（明暦3年）に完成、のちに平七村となる。伏見屋新田は伏見屋（三宅）又兵衛により1666年（寛文6年）から元禄年代（1688〜1704年）にかけて開発された。
伏見屋外新田は、伏見屋新田を水害から守る目的で、加田屋藤五郎らにより1746年（延享3年）完成した。前浜新田は、天明年代（1781〜1789年）に計画が立てられたが、入会地の調整を経て1826年（文政9年）認可、翌1827年（文政10年）に完成した。
- 1876年（明治9年） - 県の地租改正係より飛地組替の通知があり、棚尾村のうち中組の東浦（字北霞浦・字鴻島・字山ノ上道西・字山ノ上道東・字中霞浦・字南霞浦の半分）255戸が平七村に編入され、平七村のうち字雨池・字山畑（中山付近）が棚尾村に編入される。東浦と平七が隣接しているとはいえ、飛地交換が耕地の交換ではなく人家共に行われたことに対して、十分な説明が行われなかった。
- 1878年（明治11年） - 前浜新田と前浜新田ノ内葭生場が合併し、前浜新田となる。
- 1889年（明治22年）10月1日 - 平七村、前浜新田、伏見屋新田、伏見屋外新田が合併し、志貴崎村が発足。
- 1891年（明治24年）8月8日 - 志貴崎村の一部（旧・伏見屋新田）が分立し、伏見屋村が発足。
- 1906年（明治39年）5月1日 - 伏見屋村、鷲塚村と合併し、旭村が発足。同日志貴崎村は廃止。

## 教育
- 志貴崎村伏見屋村組合立日進尋常高等小学校 （現・碧南市立日進小学校）

## 人物
- 山中信天翁 - 幕末維新期の文人。1822年（文政5年）碧海郡棚尾村東浦（のち志貴崎村）生まれ。1885年（明治18年）死去。